# Ларрун
Ларрун (фр. La Rhune, [la’run]; с фр. — «хорошее пастбище») — гора (905 м) в западной части Пиренеев, она расположена на границе Франции и Испании, на стыке традиционных баскских провинций Лабурдан и Наварра. Её относительная высота составляет 670 м.

## История
Ларрун — важное место в баскской культуре. Гора покрыта дольменами, каменными кругами и другими неолитическими памятниками, и была священным местом в баскской мифологии. Считалось, что это был дом Лехенсугеа, первой змеи. Позже, вероятно, вследствие наличия на ней древних священных мест, вершина горы считалась местом проведения шабаша или ритуальным местом встречи ведьм. Вплоть до XVIII века местные деревни платили монаху, жившему отшельником на вершине горы, чтобы он отгонял ведьм.
Гора использовалась французскими войсками для удержания обороны ближе к концу Пиренейских войн, но во время битвы при Нивеле 10 ноября 1813 года войска Веллингтона оттеснили с неё силы маршала Сульта, что открыло Веллингтону путь во Францию и далее на север, в Париж.
Ларрун и его окрестности были известны контрабандными маршрутами, которые использовались на протяжении столетий, в том числе беженцами во время гражданской войны в Испании и во Второй мировой войне. Контрабанда имела такое значение, что, по местной легенде, гора была покрыта золотом, пока злые люди не пришли забрать его. Они сожгли деревья на горе, чтобы достать золото, но металл растаял и улетел.
После того, как императрица Евгения во время отдыха в Биаррице в 1864 году несколько раз совершала поездки на вершину Ларруна, гора стала популярным туристическим местом.

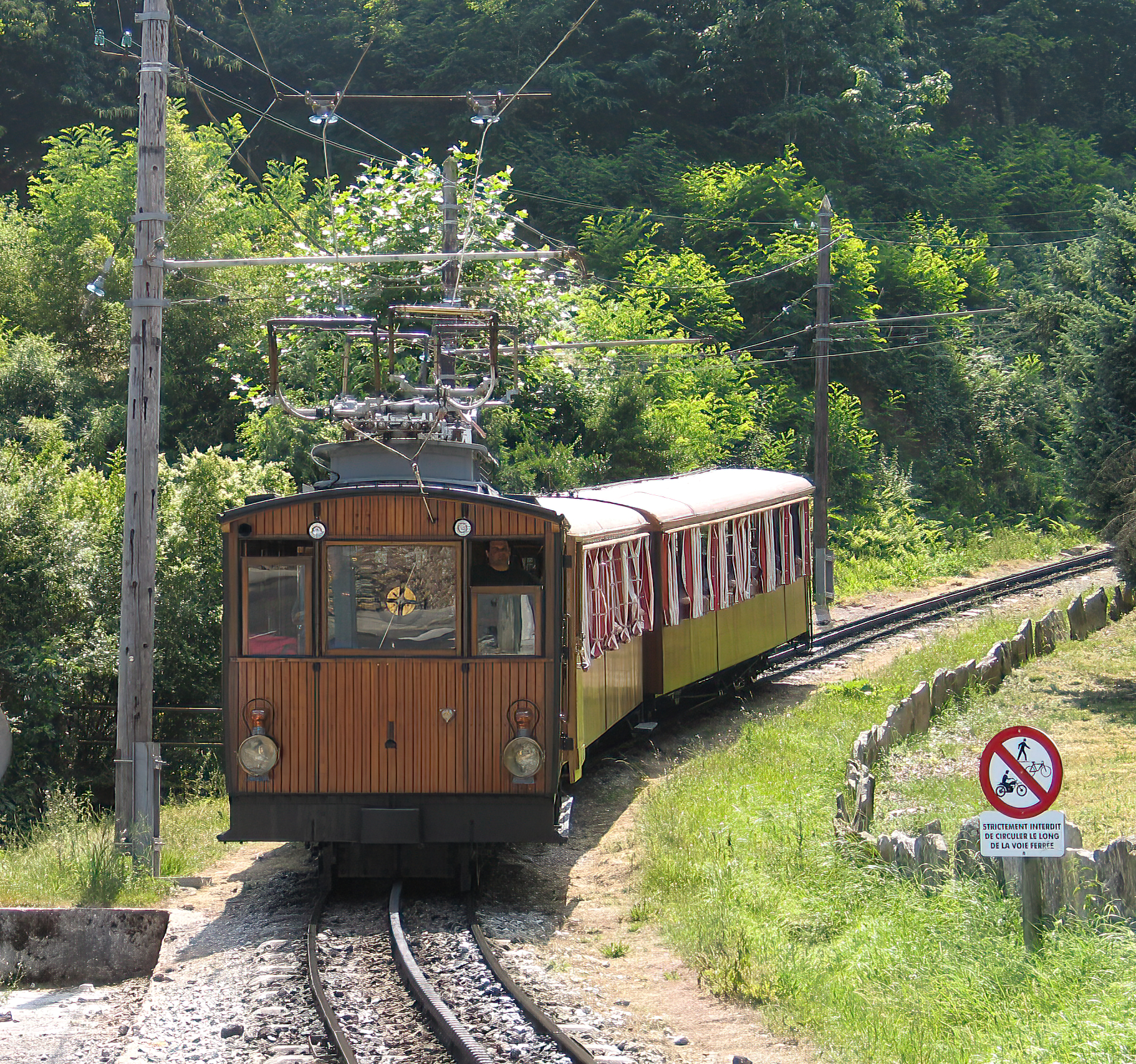
Поезд Petit train de la Rhune

## Наше время
В настоящее время Ларрун является популярным местом для прогулок и походов и является первым пиком, встречающимся на пешеходном маршруте Haute Randonnée Pyrénéenne (HRP), идущем от побережья до побережья. Зубчатая железная дорога Petit train de la Rhune доставляет посетителей на вершину горы с французской стороны. По склонам бродят коровы, небольшое количество поттоков (порода пони) и черноголовые манеши (порода овец).
Название горы носят множество гостиниц и ресторанов, а её силуэт украшает сувениры и логотипы.